# Copa Confederación de la CAF 2020-21
La Copa Confederación de la CAF 2020-21 (oficialmente Copa Confederación CAF Total 2020-21 por motivos de patrocinio) fue la 18.ª edición del torneo de fútbol secundario de clubes de África organizado por la Confederación Africana de Fútbol.
El campeón del torneo Raja Casablanca enfrentará al Al-Ahly, campeón de la Liga de Campeones de la CAF 2020-21, en la Supercopa de la CAF 2021 de diciembre.

## Asignación de cupos por asociación
Las 56 federaciones miembro de la CAF pueden participar en la Copa Confederación de la CAF, y las 12 federaciones mejor clasificadas según su clasificación de 5 años de la CAF pueden optar a inscribir dos equipos en la competición. Como resultado, teóricamente un máximo de 68 equipos podrían ingresar al torneo (más 16 equipos eliminados de la Liga de Campeones de la CAF que ingresan a la ronda de play-off), aunque este nivel nunca se ha alcanzado.
Para la Copa Confederación CAF 2020-21, la CAF utiliza la Clasificación de 5 años de la CAF 2016-2020, que calcula los puntos para cada federación participante en función del desempeño de sus clubes durante esos 5 años en la Liga de Campeones de la CAF y la Copa Confederación CAF. Los criterios de puntuación son los siguientes:
|                               | Liga de Campeones de la CAF | Copa Confederación de la CAF |
| ----------------------------- | --------------------------- | ---------------------------- |
| Campeones                     | 6 puntos                    | 5 puntos                     |
| Finalistas                    | 5 puntos                    | 4 puntos                     |
| Semifinalistas                | 4 puntos                    | 3 puntos                     |
| Cuartofinalistas (desde 2017) | 3 puntos                    | 2 puntos                     |
| 3.º en fase de grupos         | 2 puntos                    | 1 punto                      |
| 4.º en fase de grupos         | 1 punto                     | 0.5 punto                    |

Los puntos se multiplican por un coeficiente según el año de la siguiente manera: 
- 2019–20: × 5
- 2018–19: × 4
- 2018: × 3
- 2017: × 2
- 2016: × 1

## Equipos
Debido a la pandemia de COVID-19, las asociaciones pueden abandonar sus competencias nacionales y seleccionar a los representantes en las competencias de clubes de la CAF. Las asociaciones pueden registrar a sus representantes durante el período de participación entre el 1 de septiembre y el 20 de octubre de 2020. Todos los equipos comprometidos deben respetar el procedimiento de concesión de licencias de clubes y cooperar con sus respectivas asociaciones, ya que a los clubes sin licencia se les negaría la participación.
Los siguientes 51 equipos de 39 asociaciones participaron en la competición.
- Los equipos en negrita recibieron una exención a la primera ronda.
- Los otros equipos entraron en la ronda preliminar.

Las asociaciones se muestran de acuerdo con su clasificación de 5 años CAF 2016-2020; aquellas con una puntuación de clasificación tienen su clasificación y puntuación (entre paréntesis) indicadas.
| Asociación | Clasificación (Pts) | Equipo               | Método de calificación                                                 |
| ---------- | ------------------- | -------------------- | ---------------------------------------------------------------------- |
| Marruecos  | 1 (190)             | RS Berkane           | Campeón Copa Confederación de la CAF 2019-20 3.er lugar Botola 2019-20 |
| Marruecos  | 1 (190)             | TAS Casablanca       | Campeón Copa del Trono 2019                                            |
| Egipto     | 2 (167)             | Pyramids FC          | 3.er lugar Liga Premier de Egipto 2019-20                              |
| Egipto     | 2 (167)             | Al Mokawloon Al Arab | 4.º lugar Liga Premier de Egipto 2019-20                               |
| Túnez      | 3 (140)             | US Monastir          | 3.er lugar Liga Profesional de Túnez 2019-20                           |
| Túnez      | 3 (140)             | Étoile du Sahel      | 4.º lugar Liga Profesional de Túnez 2019-20                            |
| RD Congo   | 4 (83)              | AS Maniema Union     | 3.er lugar Linafoot 2019–20                                            |
| RD Congo   | 4 (83)              | DC Motema Pembe      | 4.º lugar Linafoot 2019–20                                             |
| Argelia    | 5 (81)              | ES Sétif             | 3.er lugar Campeonato Nacional de Argelia 2019-20                      |
| Argelia    | 5 (81)              | JS Kabylie           | 4.º lugar Campeonato Nacional de Argelia 2019-20                       |
| Sudáfrica  | 6 (68.5)            | Orlando Pirates      | 3.er lugar Premier Soccer League 2019–20                               |
| Sudáfrica  | 6 (68.5)            | Bloemfontein Celtic  | Finalista Nedbank Cup 2019–20                                          |
| Zambia     | 7 (43)              | Green Eagles         | 3.er lugar Primera División de Zambia 2019-20                          |
| Zambia     | 7 (43)              | NAPSA Stars          | 4.º lugar Primera División de Zambia 2019-20                           |
| Nigeria    | 8 (39)              | Rivers United        | 3.er lugar Liga Premier de Nigeria 2019–20                             |
| Nigeria    | 8 (39)              | Kano Pillars         | Campeón Copa de Nigeria 2019                                           |
| Guinea     | 9 (38)              | AS Kaloum Star       | 3.er lugar Campeonato Nacional de Guinea 2019-20                       |
| Guinea     | 9 (38)              | CI Kamsar            | Finalista Copa de Guinea 2019                                          |
| Angola     | 10 (36)             | Bravos do Maquis     | 3.er lugar Girabola 2019–20                                            |
| Angola     | 10 (36)             | Sagrada Esperança    | Semifinalista Copa de Angola 2019–20                                   |
| Sudán      | 11 (29.5)           | El Hilal El Obeid    | 3.er lugar Primera División de Sudán 2019–20                           |
| Sudán      | 11 (29.5)           | Al Amal Atbara       | 4.º lugar Primera División de Sudán 2019–20                            |
| Libia      | 12 (16.5)           | Al-Ahli Tripoli      | 3.er lugar Liga Premier de Libia 2017–18                               |
| Libia      | 12 (16.5)           | Al-Ittihad           | Campeón Copa de Libia 2018                                             |

| Asociación        | Clasificación (Pts) | Equipo           | Método de calificación                                                                            |
| ----------------- | ------------------- | ---------------- | ------------------------------------------------------------------------------------------------- |
| Tanzania          | 13 (14)             | Namungo          | Finalista Tanzania FA Cup 2019–20                                                                 |
| Costa de Marfil   | 14 (13)             | FC San Pédro     | 2.º lugar Primera División de Costa de Marfil 2019–20                                             |
| Mozambique        | 17 (9)              | UD Songo         | Campeón Taça de Mozambique 2019                                                                   |
| Congo             | 18 (8)              | Étoile du Congo  | Campeón Copa de la República del Congo 2019                                                       |
| Uganda            | 18 (8)              | KCCA             | 2.º lugar Liga Premier de Uganda 2019–20                                                          |
| Ghana             | 20 (6.5)            | Ashanti Gold     | Ganador Competición especial del Comité de Normalización de la Asociación de Fútbol de Ghana 2019 |
| Malí              | 20 (6.5)            | Yeelen Olympique | 2.º lugar Primera División de Malí 2019–20                                                        |
| Ruanda            | 22 (6)              | AS Kigali        | Campeón Copa de Ruanda 2019                                                                       |
| Suazilandia       | 23 (5)              | Mbabane Swallows | 2.º lugar Premier League de Suazilandia 2019-20                                                   |
| Etiopía           | 24 (4)              | Fasil Kenema     | Campeón Copa de Etiopía 2019                                                                      |
| Botsuana          | 25 (3)              | Orapa United     | Campeón Copa Mascom Top 8 2019–20                                                                 |
| Togo              | 25 (3)              | UFC Sokodé       | 2.º lugar Campeonato nacional de Togo 2019–20                                                     |
| Benín             | 27 (2.5)            | ESAE             | Campeón Copa de Benín 2019                                                                        |
| Mauritania        | 27 (2.5)            | Tevragh-Zeïna    | Campeón Copa de Mauritania 2020                                                                   |
| Burkina Faso      | 29 (2)              | Salitas          | 2.º lugar Primera División de Burkina Faso 2018–19                                                |
| Camerún           | 29 (2)              | Coton Sport      | 2.º lugar Primera División de Camerún 2019–20                                                     |
| Burundi           | —                   | Musongati        | Campeón Copa de Burundi 2020                                                                      |
| Chad              | —                   | Renaissance      | 2.º lugar Primera División de Chad 2020                                                           |
| Comoras           | —                   | Ngazi Sport      | 2.º lugar Copa de las Comoras 2020                                                                |
| Yibuti            | —                   | Arta/Solar7      | Campeón Copa de Yibuti 2020                                                                       |
| Guinea Ecuatorial | —                   | Futuro Kings     | 2.º lugar Primera División de Guinea Ecuatorial 2019–20 Región Continental                        |
| Gambia            | —                   | GAMTEL           | 3.er lugar Liga de fútbol de Gambia 2019–20                                                       |
| Níger             | —                   | USGN             | 2.º lugar Copa de Níger 2019                                                                      |
| Senegal           | —                   | ASC Diaraf       | 2.º lugar Liga senegalesa de fútbol 2019–20                                                       |
| Somalia           | —                   | Horseed          | Campeón Copa de Somalia 2019                                                                      |
| Sudán del Sur     | —                   | Al Rabita        | Campeón Copa de Sudán del Sur 2020                                                                |
| Zanzíbar          | —                   | KVZ              | Campeón Copa Mapinduzi 2020                                                                       |

Otros 16 equipos eliminados de la Liga de Campeones de la CAF 2020-21 entran en la ronda de play-off.
| Stade Malien     | Raja Casablanca | RC Abidjan    | AS SONIDEP     |
| Al-Ahly Benghazi | Gazelle         | AS Bouenguidi | Jwaneng Galaxy |
| Young Buffaloes  | 1º de Agosto    | Enyimba       | Asante Kotoko  |
| CS Sfaxien       | Nkana           | FC Platinum   | Gor Mahia      |

Asociaciones que no presentaron en equipo
| - Cabo Verde - República Centroafricana - Eritrea - Guinea-Bisáu - Lesoto | - Liberia - Madagascar - Malaui - Mauricio - Namibia | - Reunión - Santo Tomé y Príncipe - Seychelles - Sierra Leona |

Asociaciones que no presentaron en un equipo inicialmente, pero tuvieron un equipo transferido de la Liga de Campeones de la CAF 2020-21
| - Gabón (Rank: 31 (1)) | - Kenia (Rank: 15 (11)) | - Zimbabue (Rank: 15 (11)) |

## Calendario
El inicio de la competencia se retrasó debido a la pandemia de COVID-19. El 1 de septiembre de 2020, la CAF anunció el nuevo calendario. El 10 de septiembre de 2020, la CAF decidió retrasar aún más la ronda preliminar, originalmente programada para el 20-22 de noviembre (partidos de ida) y el 27-29 de noviembre (partidos de vuelta), y la primera ronda, programada originalmente para el 11-13 de diciembre (partidos de ida) y del 18 al 20 de diciembre (partidos de vuelta).
| Fase              | Ronda             | Fecha del sorteo       | Partido de ida             | Partido de vuelta        |
| ----------------- | ----------------- | ---------------------- | -------------------------- | ------------------------ |
| Clasificación     | Ronda Preliminar  | 9 de noviembre de 2020 | 27–29 de noviembre de 2020 | 4–6 de diciembre de 2020 |
| Clasificación     | Primera Ronda     | 9 de noviembre de 2020 | 22–23 de diciembre de 2020 | 5–6 de enero de 2021     |
| Clasificación     | Ronda de Play-off | 8 de enero de 2021     | 14 de febrero de 2021      | 21 de febrero de 2021    |
| Fase de grupos    | Fecha 1           | 22 de febrero de 2021  | 10 de marzo de 2021        | 10 de marzo de 2021      |
| Fase de grupos    | Fecha 2           | 22 de febrero de 2021  | 16–17 de marzo de 2021     | 16–17 de marzo de 2021   |
| Fase de grupos    | Fecha 3           | 22 de febrero de 2021  | 2–4 de abril de 2021       | 2–4 de abril de 2021     |
| Fase de grupos    | Fecha 4           | 22 de febrero de 2021  | 9–11 de abril de 2021      | 9–11 de abril de 2021    |
| Fase de grupos    | Fecha 5           | 22 de febrero de 2021  | 21 de abril de 2021        | 21 de abril de 2021      |
| Fase de grupos    | Fecha 6           | 22 de febrero de 2021  | 28 de abril de 2021        | 28 de abril de 2021      |
| Fase Eliminatoria | Cuartos de final  | 30 de abril de 2021    | 14–16 de mayo de 2021      | 21–23 de mayo de 2021    |
| Fase Eliminatoria | Semifinales       | 30 de abril de 2021    | 18–20 de junio de 2021     | 25–27 de junio de 2021   |
| Fase Eliminatoria | Final             | 30 de abril de 2021    | 10 de julio de 2021        | 10 de julio de 2021      |

El calendario original de la competencia, según lo planeado antes de la pandemia, fue el siguiente .
| Fase              | Ronda             | Fecha del sorteo       | Partido de ida              | Partido de vuelta           |
| ----------------- | ----------------- | ---------------------- | --------------------------- | --------------------------- |
| Clasificación     | Ronda Preliminar  | TBD 2020               | 7–9 de agosto de 2020       | 21–23 de agosto de 2020     |
| Clasificación     | Primera Ronda     | TBD 2020               | 11–13 de septiembre de 2020 | 25–27 de septiembre de 2020 |
| Clasificación     | Ronda de Play-off | 7 de octubre de 2020   | 25 de octubre de 2020       | 1 de noviembre de 2020      |
| Fase de grupos    | Fecha 1           | 4 de noviembre de 2020 | 27–29 de noviembre de 2020  | 27–29 de noviembre de 2020  |
| Fase de grupos    | Fecha 2           | 4 de noviembre de 2020 | 4–6 de diciembre de 2020    | 4–6 de diciembre de 2020    |
| Fase de grupos    | Fecha 3           | 4 de noviembre de 2020 | 8–10 de enero de 2021       | 8–10 de enero de 2021       |
| Fase de grupos    | Fecha 4           | 4 de noviembre de 2020 | 22–24 de enero de 2021      | 22–24 de enero de 2021      |
| Fase de grupos    | Fecha 5           | 4 de noviembre de 2020 | 5–7 de febrero de 2021      | 5–7 de febrero de 2021      |
| Fase de grupos    | Fecha 6           | 4 de noviembre de 2020 | 12–14 de febrero de 2021    | 12–14 de febrero de 2021    |
| Fase Eliminatoria | Cuartos de final  | 17 de febrero de 2021  | 5–7 de marzo de 2021        | 19–21 de marzo de 2021      |
| Fase Eliminatoria | Semifinales       | 17 de febrero de 2021  | 9–11 de abril de 2021       | 23–25 de abril de 2021      |
| Fase Eliminatoria | Final             | 17 de febrero de 2021  | 23 de mayo de 2021          | 23 de mayo de 2021          |

## Rondas de clasificación
El sorteo de las rondas de clasificación se celebró el 9 de noviembre de 2020 en la sede de la CAF en El Cairo, Egipto.
En las rondas clasificatorias, cada eliminatoria se jugará a dos partidos de ida y vuelta. Si el resultado global está empatado después del partido de vuelta, se aplicará la regla de goles fuera de casa y, si sigue empatado, no se jugará la prórroga y se utilizará la tanda de penaltis para determinar el ganador (Reglamento III.13 y 14).

### Ronda preliminar
| Equipo 1          | Agr.        | Equipo 2             | Ida | Vuelta |
| ----------------- | ----------- | -------------------- | --- | ------ |
| AS Kaloum Star    | 1–2         | Tevragh-Zeïna        | 1–1 | 0–1    |
| CI Kamsar         | 0–1         | Renaissance          | 0–0 | 0–1    |
| Yeelen Olympique  | 1–2         | USGN                 | 0–1 | 1–1    |
| GAMTEL            | w/o         | TAS Casablanca       | 0–1 | –      |
| ASC Diaraf        | 3–1         | Kano Pillars         | 3–1 | 0–0    |
| Arta/Solar7       | 1–10        | Al Mokawloon Al Arab | 0–1 | 1–9    |
| Al-Ittihad        | 7–1         | Horseed              | 4–1 | 3–0    |
| US Monastir       | 3–2         | Fasil Kenema         | 2–0 | 1–2    |
| Namungo           | w/o         | Al Rabita            | 3–0 | –      |
| Sagrada Esperança | w/o         | Mbabane Swallows     | –   | –      |
| Orapa United FC   | 2–2 (v)     | AS Kigali            | 2–1 | 0–1    |
| Ngazi Sport       | 2–9         | NAPSA Stars          | 1–5 | 1–4    |
| Étoile du Congo   | 1–1 (v)     | Bravos do Maquis     | 1–1 | 0–0    |
| Amal Atbara       | 4–0         | KVZ                  | 1–0 | 3–0    |
| Ashanti Gold      | 1–2         | Salitas              | 0–0 | 1–2    |
| Musongati         | 3–4         | Green Eagles         | 2–2 | 1–2    |
| UFC Sokodé        | 1–2         | Coton Sport          | 0–2 | 1–0    |
| AS Maniema Union  | 2–2 (2-3 p) | Bloemfontein Celtic  | 0–2 | 2–0    |
| Futuro Kings      | 3–3 (0-2 p) | Rivers United        | 2–1 | 1–2    |

### Primera ronda
Los 16 ganadores de la primera ronda avanzan a la ronda de play-off, donde se les unirán los 16 perdedores de la primera ronda de la Champions.
| Equipo 1             | Agr.    | Equipo 2          | Ida | Vuelta |
| -------------------- | ------- | ----------------- | --- | ------ |
| Tevragh-Zeïna        | 0–2     | RS Berkane        | 0–0 | 0–2    |
| Renaissance          | w/o     | ES Sétif          | –   | –      |
| USGN                 | 1–4     | JS Kabylie        | 1–2 | 0–2    |
| TAS Casablanca       | 5–1     | ESAE              | 4–0 | 1–1    |
| AS Diaraf            | 2–2 (v) | FC San Pédro      | 0–1 | 2–1    |
| Al Mokawloon Al Arab | 1–2     | Étoile du Sahel   | 0–0 | 1–2    |
| Al-Ittihad           | 2–4     | Pyramids          | 0–1 | 2–3    |
| US Monastir          | 2–0     | Al Ahli Tripoli   | 2–0 | 0–0    |
| Namungo              | 5–3     | El Hilal El Obeid | 2–0 | 3–3    |
| Sagrada Esperança    | w/o     | Orlando Pirates   | 0–1 | –      |
| AS Kigali            | 3–3 (v) | KCCA              | 2–0 | 1–3    |
| NAPSA Stars          | 1–1 (v) | UD Songo          | 0–0 | 1–1    |
| Bravos do Maquis     | 1–3     | DC Motema Pembe   | 0–1 | 1–2    |
| Amal Atbara          | 0–3     | Salitas           | 0–1 | 0–2    |
| Green Eagles         | 0–3     | Coton Sport       | 0–2 | 0–1    |
| Bloemfontein Celtic  | 0–5     | Rivers United     | 0–2 | 0–3    |

### Ronda de play-off
Los 15 ganadores de la ronda de play-off avanzarán a la fase de grupos para unirse a RS Berkane, que avanzó directamente a la fase de grupos como los ganadores de la primera ronda con la mejor clasificación en 5 años de la CAF tras la retirada de Gazelle de la competición tras ser transferido de la Champions League.
| Equipo 1          | Agr.        | Equipo 2        | Ida | Vuelta |
| ----------------- | ----------- | --------------- | --- | ------ |
| Enyimba           | 1–1 (5–4 p) | Rivers United   | 1–0 | 0–1    |
| Primero de Agosto | 5–7         | Namungo         | 2–6 | 3–1    |
| FC Platinum       | 0–2         | ASC Diaraf      | 0–1 | 0–1    |
| CS Sfaxien        | 5–2         | AS Kigali       | 4–1 | 1–1    |
| Raja Casablanca   | 1–1 (6–5 p) | US Monastir     | 1–0 | 0–1    |
| Nkana             | 3–2         | TAS Casablanca  | 2–0 | 1–2    |
| Gor Mahia         | 2–3         | NAPSA Stars     | 0–1 | 2–2    |
| AS Bouenguidi     | 2–3         | Salitas         | 1–0 | 1–3    |
| Asante Kotoko     | 1–2         | ES Sétif        | 1–2 | 0–0    |
| Young Buffaloes   | 1–4         | Étoile du Sahel | 1–2 | 0–2    |
| AS SONIDEP        | 0–2         | Coton Sport     | 0–1 | 0–1    |
| Al-Ahly Benghazi  | 2–2 (8–7 p) | DC Motema Pembe | 1–1 | 1–1    |
| Stade Malien      | 2–2 (v)     | JS Kabylie      | 2–1 | 0–1    |
| RC Abidjan        | 0–4         | Pyramids        | 0–2 | 0–2    |
| Jwaneng Galaxy    | 0–4         | Orlando Pirates | 0–3 | 0–1    |

## Fase de grupos
El sorteo de la fase de grupos se celebrará el 20 de febrero de 2021.
En la fase de grupos, cada grupo se jugará en un round robin de ida y vuelta. Los ganadores y subcampeones de cada grupo avanzarán a los cuartos de final de la fase eliminatoria.

### Grupo A
| Pos. | Equipo           | Pts. | PJ | G | E | P | GF | GC | Dif. | Clasificación |
| ---- | ---------------- | ---- | -- | - | - | - | -- | -- | ---- | ------------- |
| 1    | Enyimba          | 9    | 6  | 3 | 0 | 3 | 6  | 8  | −2   | Ronda Final   |
| 2    | Orlando Pirates  | 9    | 6  | 2 | 3 | 1 | 5  | 2  | +3   | Ronda Final   |
| 3    | ES Sétif         | 8    | 6  | 2 | 2 | 2 | 5  | 3  | +2   |               |
| 4    | Al-Ahly Benghazi | 7    | 6  | 2 | 1 | 3 | 3  | 6  | −3   |               |

 Fuente: Soccerway
Criterios de clasificación: 
Notas:
1. 1 2  Empate en enfrentamiento directo (3), en diferencia de goles (0) y goles anotados (2). Goles de visita entre sí: Enyimba 1, Orlando Pirates 0.

| 10 de marzo de 2021 | Enyimba                    | 2:1 (2:1) | Al Ahly Benghazi     | Enyimba International Stadium, Aba, Nigeria |                                 |
| 13:00 GMT           | - Oladapo 10' - Mbaoma 43' | Reporte   | - 18' (pen.) Imhamed | Árbitro(s): Jean Claude Ishimwe             | Árbitro(s): Jean Claude Ishimwe |

| 10 de marzo de 2021 | ES Sétif | 0:0     | Orlando Pirates | Estadio Ohene Djan, Acra, Ghana |                            |
| 19:00 GMT |          | Reporte |                 | Árbitro(s): Bakary Gassama      | Árbitro(s): Bakary Gassama |
| Partido se jugará en Acra (Ghana) según la solicitud oficial de la Federación Argelina de Fútbol para reubicar el partido. |          |         |                 |                                 |                            |

| 17 de marzo de 2021 | Orlando Pirates             | 2:1 (1:1) | Enyimba                | Estadio Orlando, Soweto, Sudáfrica |                               |
| 16:00 GMT           | - Kavendji 27' - Mabasa 89' | Reporte   | - 45+2' (pen.) Oladapo | Árbitro(s): Blaise Yuven Ngwa      | Árbitro(s): Blaise Yuven Ngwa |

| 17 de marzo de 2021 | Al Ahly Benghazi | 1:0 (1:0) | ES Sétif | Estadio Petro Sport, El Cairo, Egipto |                         |
| 19:00 GMT           | - Alwadawi 3'    | Reporte   |          | Árbitro(s): Adil Zourak               | Árbitro(s): Adil Zourak |

| 4 de abril de 2021 | Enyimba            | 2:1 (1:1) | ES Sétif     | Enyimba International Stadium, Aba, Nigeria |                                   |
| 13:00 GMT          | - Oladapo 40', 60' | Reporte   | - 13' Bakrar | Árbitro(s): Souleiman Ahmed Djama           | Árbitro(s): Souleiman Ahmed Djama |

| 4 de abril de 2021 | Al Ahly Benghazi | 0:0     | Orlando Pirates | Estadio Mártires de Febrero, Bengasi, Libia |                            |
| 19:00 GMT          |                  | Reporte |                 | Árbitro(s): Mahmood Ismail                  | Árbitro(s): Mahmood Ismail |

| 11 de abril de 2021 | Orlando Pirates                         | 3:0 (2:0) | Al Ahly Benghazi | Estadio Orlando, Soweto, Sudáfrica |                            |
| 16:00 GMT           | - Nyauza 26' - Mabasa 41' - Dlamini 69' | Reporte   |                  | Árbitro(s): Kalilou Traoré         | Árbitro(s): Kalilou Traoré |

| 11 de abril de 2021 | ES Sétif                                          | 3:0 (2:0) | Enyimba | Stade 8 Mai 1945, Sétif, Argelia |                       |
| 19:00 GMT           | - Karaoui 31' - Amoura 45+2' - Djahnit 65' (pen.) | Reporte   |         | Árbitro(s): Amin Omar            | Árbitro(s): Amin Omar |

| 21 de abril de 2021 | Orlando Pirates | 0:0     | ES Sétif | Estadio Orlando, Soweto, Sudáfrica |                           |
| 13:00 GMT           |                 | Reporte |          | Árbitro(s): Celso Alvação          | Árbitro(s): Celso Alvação |

| 22 de abril de 2021 | Al Ahly Benghazi | 1:0 (1:0) | Enyimba | Estadio Mártires de Febrero, Bengasi, Libia |                            |
| 21:00 GMT           | - El Taib 40'    | Reporte   |         | Árbitro(s): Adalbert Diouf                  | Árbitro(s): Adalbert Diouf |

| 28 de abril de 2021 | Enyimba         | 1:0 (0:0) | Orlando Pirates | Enyimba International Stadium, Aba, Nigeria |                                        |
| 21:00 GMT           | - Olisema 90+5' | Reporte   |                 | Árbitro(s): Helder Martins de Carvalho      | Árbitro(s): Helder Martins de Carvalho |

| 28 de abril de 2021 | ES Sétif            | 1:0 (1:0) | Al Ahly Benghazi | Stade 8 Mai 1945, Sétif, Argelia |                              |
| 21:00 GMT           | - Alqmati 2' (a.g.) | Reporte   |                  | Árbitro(s): Youssef Essrayri     | Árbitro(s): Youssef Essrayri |

### Grupo B
| Pos. | Equipo      | Pts. | PJ | G | E | P | GF | GC | Dif. | Clasificación |
| ---- | ----------- | ---- | -- | - | - | - | -- | -- | ---- | ------------- |
| 1    | JS Kabylie  | 12   | 6  | 3 | 3 | 0 | 7  | 4  | +3   | Ronda Final   |
| 2    | Coton Sport | 9    | 6  | 3 | 0 | 3 | 10 | 6  | +4   | Ronda Final   |
| 3    | RS Berkane  | 8    | 6  | 2 | 2 | 2 | 4  | 4  | 0    |               |
| 4    | NAPSA Stars | 4    | 6  | 1 | 1 | 4 | 5  | 12 | −7   |               |

 Fuente: Soccerway
Criterios de clasificación: 
| 10 de marzo de 2021 | RS Berkane                  | 2:0 (2:0) | NAPSA Stars | Estadio Municipal de Berkane, Berkane, Marruecos |                               |
| 19:00 GMT           | - Regragui 12' - Iajour 45' | Reporte   |             | Árbitro(s): Sekou Ahmed Toure                    | Árbitro(s): Sekou Ahmed Toure |

| 10 de marzo de 2021 | JS Kabylie   | 1:0 (0:0) | Coton Sport | Estadio 1 de noviembre de 1954, Tizi Uzu, Argelia |                           |
| 19:00 GMT           | - Souyad 88' | Reporte   |             | Árbitro(s): Ibrahim Mutaz                         | Árbitro(s): Ibrahim Mutaz |

| 17 de marzo de 2021 | Coton Sport             | 2:0 (0:0) | RS Berkane | Estadio Roumdé Adjia, Garoua, Camerún |                         |
| 13:00 GMT           | - Marou 54' - Sanou 72' | Reporte   |            | Árbitro(s): Sadok Selmi               | Árbitro(s): Sadok Selmi |

| 17 de marzo de 2021 | NAPSA Stars             | 2:2 (1:0) | JS Kabylie                        | Estadio Héroes Nacionales, Lusaka, Zambia |                            |
| 13:00 GMT           | - Mukeya 12' - Soko 63' | Reporte   | - 82' (a.g.) Simwanza - 90' Nezla | Árbitro(s): Kalilou Traore                | Árbitro(s): Kalilou Traore |

| 4 de abril de 2021 | NAPSA Stars | 0:1 (0:1) | Coton Sport | Estadio Héroes Nacionales, Lusaka, Zambia |                             |
| 13:00 GMT          |             | Reporte   | - 16' Daman | Árbitro(s): Samuel Uwikunda               | Árbitro(s): Samuel Uwikunda |

| 4 de abril de 2021 | RS Berkane | 0:0     | JS Kabylie | Estadio Municipal de Berkane, Berkane, Marruecos |                     |
| 19:00 GMT          |            | Reporte |            | Árbitro(s): Issa Sy                              | Árbitro(s): Issa Sy |

| 11 de abril de 2021 | Coton Sport                                                  | 5:1 (2:0) | NAPSA Stars  | Estadio Roumdé Adjia, Garoua, Camerún |                                 |
| 13:00 GMT           | - Araina 21' - Marou 35' - Sanou 70' - Dzo 87' - Alemi 90+1' | Reporte   | - 90+3' Soko | Árbitro(s): Peter Waweru Kamaku       | Árbitro(s): Peter Waweru Kamaku |

| 11 de abril de 2021 | JS Kabylie | 0:0     | RS Berkane | Estadio 1 de noviembre de 1954, Tizi Uzu, Argelia |                             |
| 19:00 GMT           |            | Reporte |            | Árbitro(s): Norman Matemera                       | Árbitro(s): Norman Matemera |

| 20 de abril de 2021 | Coton Sport              | 1:2 (0:0) | JS Kabylie                      | Estadio Roumdé Adjia, Garoua, Camerún |                             |
| 13:00 GMT           | - Tombi Alemi 89' (pen.) | Reporte   | - 63' Bensayah - 68' Bencherifa | Árbitro(s): Mohamed Maarouf           | Árbitro(s): Mohamed Maarouf |

| 21 de abril de 2021 | NAPSA Stars | 1:0 (0:0) | RS Berkane | Estadio Héroes Nacionales, Lusaka, Zambia |                              |
| 16:00 GMT           | - Soko 53'  | Reporte   |            | Árbitro(s): Georges Gatogato              | Árbitro(s): Georges Gatogato |

| 28 de abril de 2021 | RS Berkane                  | 2:1 (1:0) | Coton Sport  | Estadio Municipal de Berkane, Berkane, Marruecos |                           |
| 22:00 GMT           | - Namsaoui 9' - Laachir 52' | Reporte   | - 87' Araina | Árbitro(s): Daniel Laryea                        | Árbitro(s): Daniel Laryea |

| 28 de abril de 2021 | JS Kabylie                    | 2:1 (1:0) | NAPSA Stars  | Estadio 1 de noviembre de 1954, Tizi Uzu, Argelia |                                |
| 22:00 GMT           | - Benchaira 29' - Boualia 57' | Reporte   | - 90' Mayuka | Árbitro(s): Mohamed Ali Moussa                    | Árbitro(s): Mohamed Ali Moussa |

### Grupo C
| Pos. | Equipo          | Pts. | PJ | G | E | P | GF | GC | Dif. | Clasificación |
| ---- | --------------- | ---- | -- | - | - | - | -- | -- | ---- | ------------- |
| 1    | ASC Jaraaf      | 11   | 6  | 3 | 2 | 1 | 5  | 3  | +2   | Ronda Final   |
| 2    | CS Sfaxien      | 10   | 6  | 2 | 4 | 0 | 6  | 3  | +3   | Ronda Final   |
| 3    | Étoile du Sahel | 8    | 6  | 2 | 2 | 2 | 6  | 5  | +1   |               |
| 4    | Salitas         | 3    | 6  | 1 | 0 | 5 | 2  | 8  | −6   |               |

 Fuente: Soccerway
Criterios de clasificación: 
| 10 de marzo de 2021 | CS Sfaxien         | 1:0 (0:0) | Salitas | Stade Taïeb Mhiri, Sfax, Túnez  |                                 |
| 13:00 GMT           | - Harzi 77' (pen.) | Reporte   |         | Árbitro(s): Sabri Mohamed Fadul | Árbitro(s): Sabri Mohamed Fadul |

| 10 de marzo de 2021 | Étoile du Sahel            | 2:0 (0:0) | ASC Diaraf | Estadio Olímpico de Radès, Radès, Túnez |                            |
| 16:00 GMT           | - Lahmar 65', 90+3' (pen.) | Reporte   |            | Árbitro(s): Ahmed Ghandour              | Árbitro(s): Ahmed Ghandour |

| 17 de marzo de 2021 | Salitas      | 1:0 (0:0) | Étoile du Sahel | Estadio Nacional, Abiyán, Costa de Marfil |                             |
| 16:00 GMT           | - Boissy 82' | Reporte   |                 | Árbitro(s): Messie Nkounkou               | Árbitro(s): Messie Nkounkou |

| 17 de marzo de 2021 | ASC Diaraf    | 1:1 (0:0) | CS Sfaxien   | Stade Lat-Dior, Thiès, Senegal |                             |
| 16:00 GMT           | - Sylla 90+2' | Reporte   | - 70' Sokari | Árbitro(s): Al Hadi Mahamat    | Árbitro(s): Al Hadi Mahamat |

| 1 de abril de 2021 | ASC Diaraf             | 2:0 (2:0) | Salitas | Stade Lat-Dior, Thiès, Senegal |                           |
| 16:00 GMT          | - Diène 12' - Paye 44' | Reporte   |         | Árbitro(s): Hassan Corneh      | Árbitro(s): Hassan Corneh |

| 4 de abril de 2021 | Étoile du Sahel | 0:0     | CS Sfaxien | Estadio Olímpico de Radès, Radès, Túnez |                             |
| 16:00 GMT          |                 | Reporte |            | Árbitro(s): Nabil Boukhalfa             | Árbitro(s): Nabil Boukhalfa |

| 11 de abril de 2021 | CS Sfaxien                          | 2:2 (0:2) | Étoile du Sahel            | Stade Taïeb Mhiri, Sfax, Túnez |                           |
| 16:00 GMT           | - Ghouma 69' - Chaouat 90+3' (pen.) | Reporte   | - 10' Sfaxi - 32' Kechrida | Árbitro(s): Samir Guezzaz      | Árbitro(s): Samir Guezzaz |

| 12 de abril de 2021 | Salitas | 0:1 (0:1) | ASC Diaraf | Estadio Charles de Gaulle, Porto Novo, Benín |                                        |
| 13:00 GMT |         | Reporte   | - 10' Paye | Árbitro(s): Djindo Louis Houngnandande       | Árbitro(s): Djindo Louis Houngnandande |
| El partido originalmente programado para jugarse el 11 de abril de 2021, se pospuso 24 horas debido a las elecciones presidenciales de Benín de 2021. |         |           |            |                                              |                                        |

| 21 de abril de 2021 | ASC Diaraf | 1:0 (1:0) | Étoile du Sahel | Stade Lat-Dior, Thiès, Senegal |                             |
| 16:00 GMT           | - Paye 25' | Reporte   |                 | Árbitro(s): Fabricio Duarte    | Árbitro(s): Fabricio Duarte |

| 21 de abril de 2021 | Salitas | 0:2 (0:1) | CS Sfaxien                      | Estadio Charles de Gaulle, Porto Novo, Benín |                                 |
| 16:00 GMT           |         | Reporte   | - 7' (pen.) Chaouat - 51' Eduwo | Árbitro(s): Hassan Mohamed Hagi              | Árbitro(s): Hassan Mohamed Hagi |

| 28 de abril de 2021 | Étoile du Sahel             | 2:1 (1:0) | Salitas     | Estadio Olímpico de Radès, Radès, Túnez |                              |
| 21:00 GMT           | - Lahmar 6' - Coulibaly 47' | Reporte   | - 72' Dramé | Árbitro(s): Abdulrazig Ahmed            | Árbitro(s): Abdulrazig Ahmed |

| 28 de abril de 2021 | CS Sfaxien | 0:0     | ASC Diaraf | Stade Taïeb Mhiri, Sfax, Túnez |                             |
| 21:00 GMT           |            | Reporte |            | Árbitro(s): Samuel Uwikunda    | Árbitro(s): Samuel Uwikunda |

### Grupo D
| Pos. | Equipo          | Pts. | PJ | G | E | P | GF | GC | Dif. | Clasificación |
| ---- | --------------- | ---- | -- | - | - | - | -- | -- | ---- | ------------- |
| 1    | Raja Casablanca | 18   | 6  | 6 | 0 | 0 | 13 | 0  | +13  | Ronda Final   |
| 2    | Pyramids        | 12   | 6  | 4 | 0 | 2 | 7  | 5  | +2   | Ronda Final   |
| 3    | Nkana           | 6    | 6  | 2 | 0 | 4 | 2  | 8  | −6   |               |
| 4    | Namungo         | 0    | 6  | 0 | 0 | 6 | 0  | 9  | −9   |               |

 Fuente: Soccerway
Criterios de clasificación: 
| 10 de marzo de 2021 | Raja Casablanca     | 1:0 (0:0) | Namungo FC | Estadio Mohammed V, Casablanca, Marruecos |                                       |
| 16:00 GMT           | - Rahimi 54' (pen.) | Reporte   |            | Árbitro(s): Eric Arnaud Otogo-Castane     | Árbitro(s): Eric Arnaud Otogo-Castane |

| 10 de marzo de 2021 | Pyramids                           | 3:0 (2:0) | Nkana | Estadio 30 de Junio, El Cairo, Egipto |                                |
| 16:00 GMT           | - Wadi 2' - Issa 9' - Farouk 90+1' | Reporte   |       | Árbitro(s): Thierry Nkurunziza        | Árbitro(s): Thierry Nkurunziza |

| 17 de marzo de 2021 | Namungo FC | 0:2 (0:0) | Pyramids                       | Estadio Benjamin Mkapa, Dar es-Salam, Tanzania |                                |
| 13:00 GMT           |            | Reporte   | - 71' (pen.) Sobhi - 84' Gaber | Árbitro(s): Mohamed Ali Moussa                 | Árbitro(s): Mohamed Ali Moussa |

| 17 de marzo de 2021 | Nkana | 0:2 (0:0) | Raja Casablanca                   | Estadio Levy Mwanawasa, Ndola, Zambia |                                 |
| 16:00 GMT           |       | Reporte   | - 47' (pen.) Rahimi - 87' Sadaoui | Árbitro(s): Ali Mohamed Adelaid       | Árbitro(s): Ali Mohamed Adelaid |

| 4 de abril de 2021 | Namungo FC | 0:1 (0:0) | Nkana           | Estadio Benjamin Mkapa, Dar es-Salam, Tanzania |                              |
| 14:00 GMT          |            | Reporte   | - 69' Chikwekwe | Árbitro(s): Abdulkadir Artan                   | Árbitro(s): Abdulkadir Artan |

| 4 de abril de 2021 | Raja Casablanca                   | 2:0 (2:0) | Pyramids | Estadio Mohammed V, Casablanca, Marruecos |                               |
| 16:00 GMT          | - Ekramy 15' (a.g.) - Malango 21' | Reporte   |          | Árbitro(s): Sekou Ahmed Touré             | Árbitro(s): Sekou Ahmed Touré |

| 10 de abril de 2021 | Nkana           | 1:0 (0:0) | Namungo FC | Estadio Levy Mwanawasa, Ndola, Zambia |                              |
| 13:00 GMT           | - Tshimenga 71' | Reporte   |            | Árbitro(s): Brighton Chimene          | Árbitro(s): Brighton Chimene |

| 10 de abril de 2021 | Pyramids | 0:3 (0:2) | Raja Casablanca                        | Estadio 30 de Junio, El Cairo, Egipto  |                                        |
| 19:00 GMT           |          | Reporte   | - 15' Ngoma - 42' Malango - 77' Rahimi | Árbitro(s): Helder Martins de Carvalho | Árbitro(s): Helder Martins de Carvalho |

| 21 de abril de 2021 | Namungo FC | 0:3 (0:3) | Raja Casablanca                     | Estadio Benjamin Mkapa, Dar es-Salam, Tanzania |                              |
| 13:00 GMT           |            | Reporte   | - 8' Haddad - 14' Ngoma - 36' Habti | Árbitro(s): Chelanget Sabila                   | Árbitro(s): Chelanget Sabila |

| 21 de abril de 2021 | Nkana | 0:1 (0:0) | Pyramids   | Estadio Levy Mwanawasa, Ndola, Zambia |                           |
| 13:00 GMT           |       | Reporte   | - 78' Said | Árbitro(s): Joseph Ogabor             | Árbitro(s): Joseph Ogabor |

| 28 de abril de 2021 | Pyramids           | 1:0 (0:0) | Namungo FC | Estadio 30 de Junio, El Cairo, Egipto |                           |
| 19:00 GMT           | - Ibrahim Adel 65' | Reporte   |            | Árbitro(s): Jean Ouattara             | Árbitro(s): Jean Ouattara |

| 28 de abril de 2021 | Raja Casablanca                    | 2:0 (2:0) | Nkana | Estadio Mohammed V, Casablanca, Marruecos |                                 |
| 21:00 GMT           | - Idbouiguiguine 18' - Sadaoui 42' | Reporte   |       | Árbitro(s): Sabri Mohamed Fadul           | Árbitro(s): Sabri Mohamed Fadul |

## Fase eliminatoria
El sorteo de la fase final se celebró el 30 de abril de 2021 en la sede de la CAF en El Cairo, Egipto.

### Desarrollo
|  | Cuartos de final                     | Cuartos de final                     | Cuartos de final                     | Cuartos de final                     | Cuartos de final                     |   |                      | Semifinales                            | Semifinales                            | Semifinales                            | Semifinales                            | Semifinales                            |  |                 | Final           | Final       | Final       |  |
|  | 16 de mayo (ida) 23 de mayo (vuelta) | 16 de mayo (ida) 23 de mayo (vuelta) | 16 de mayo (ida) 23 de mayo (vuelta) | 16 de mayo (ida) 23 de mayo (vuelta) | 16 de mayo (ida) 23 de mayo (vuelta) |   |                      | 20 de junio (ida) 27 de junio (vuelta) | 20 de junio (ida) 27 de junio (vuelta) | 20 de junio (ida) 27 de junio (vuelta) | 20 de junio (ida) 27 de junio (vuelta) | 20 de junio (ida) 27 de junio (vuelta) |  |                 | 10 de julio     | 10 de julio | 10 de julio |  |
|  |                                      |                                      |                                      |                                      |                                      |   |                      |                                        |                                        |                                        |                                        |                                        |  |                 |                 |             |             |  |
|  |                                      |                                      |                                      |                                      |                                      |   |                      |                                        |                                        |                                        |                                        |                                        |  |                 |                 |             |             |  |
|  | Raja Casablanca                      | Raja Casablanca                      | 1                                    | 4                                    | 5                                    |   |                      |                                        |                                        |                                        |                                        |                                        |  |                 |                 |             |             |  |
|  | Raja Casablanca                      | Raja Casablanca                      | 1                                    | 4                                    | 5                                    |   |                      |                                        |                                        |                                        |                                        |                                        |  |                 |                 |             |             |  |
|  | Orlando Pirates                      | Orlando Pirates                      | 1                                    | 0                                    | 1                                    |   |                      |                                        |                                        |                                        |                                        |                                        |  |                 |                 |             |             |  |
|  | Orlando Pirates                      | Orlando Pirates                      | 1                                    | 0                                    | 1                                    |   | Raja Casablanca (p.) | Raja Casablanca (p.)                   | 0                                      | 0                                      | 0 (5)                                  |                                        |  |                 |                 |             |             |  |
|  |                                      |                                      |                                      |                                      |                                      |   | Raja Casablanca (p.) | Raja Casablanca (p.)                   | 0                                      | 0                                      | 0 (5)                                  |                                        |  |                 |                 |             |             |  |
|  |                                      |                                      | Pyramids                             | Pyramids                             | 0                                    | 0 | 0 (4)                |                                        |                                        |                                        |                                        |                                        |  |                 |                 |             |             |  |
|  | Enyimba                              | Enyimba                              | Pyramids                             | Pyramids                             | 0                                    | 0 | 0 (4)                | 1                                      | 1                                      | 2                                      |                                        |                                        |  |                 |                 |             |             |  |
|  | Enyimba                              | Enyimba                              |                                      |                                      |                                      |   |                      |                                        |                                        | 2                                      |                                        |                                        |  |                 |                 |             |             |  |
|  | Pyramids                             | Pyramids                             | 1                                    | 4                                    | 5                                    |   |                      |                                        |                                        |                                        |                                        |                                        |  |                 |                 |             |             |  |
|  | Pyramids                             | Pyramids                             | 1                                    | 4                                    | 5                                    |   |                      |                                        |                                        |                                        |                                        |                                        |  | Raja Casablanca | Raja Casablanca | 2           |             |  |
|  |                                      |                                      |                                      |                                      |                                      |   |                      |                                        |                                        |                                        |                                        |                                        |  | Raja Casablanca | Raja Casablanca | 2           |             |  |
|  |                                      |                                      | Kabylie                              | Kabylie                              | 1                                    |   |                      |                                        |                                        |                                        |                                        |                                        |  |                 |                 |             |             |  |
|  | Kabylie                              | Kabylie                              | Kabylie                              | Kabylie                              | 1                                    | 1 | 1                    | 2                                      |                                        |                                        |                                        |                                        |  |                 |                 |             |             |  |
|  | Kabylie                              | Kabylie                              |                                      |                                      |                                      |   |                      |                                        |                                        |                                        |                                        |                                        |  |                 |                 |             |             |  |
|  | Sfaxien                              | Sfaxien                              | 0                                    | 1                                    | 1                                    |   |                      |                                        |                                        |                                        |                                        |                                        |  |                 |                 |             |             |  |
|  | Sfaxien                              | Sfaxien                              | 0                                    | 1                                    | 1                                    |   | Kabylie              | Kabylie                                | 2                                      | 3                                      | 5                                      |                                        |  |                 |                 |             |             |  |
|  |                                      |                                      |                                      |                                      |                                      |   | Kabylie              | Kabylie                                | 2                                      | 3                                      | 5                                      |                                        |  |                 |                 |             |             |  |
|  |                                      |                                      | Coton Sport                          | Coton Sport                          | 1                                    | 0 | 1                    |                                        |                                        |                                        |                                        |                                        |  |                 |                 |             |             |  |
|  | Diaraf                               | Diaraf                               | Coton Sport                          | Coton Sport                          | 1                                    | 0 | 1                    | 0                                      | 2                                      | 2                                      |                                        |                                        |  |                 |                 |             |             |  |
|  | Diaraf                               | Diaraf                               |                                      |                                      |                                      |   |                      |                                        |                                        | 2                                      |                                        |                                        |  |                 |                 |             |             |  |
|  | Coton Sport (v.)                     | Coton Sport (v.)                     | 1                                    | 1                                    | 2                                    |   |                      |                                        |                                        |                                        |                                        |                                        |  |                 |                 |             |             |  |
|  | Coton Sport (v.)                     | Coton Sport (v.)                     | 1                                    | 1                                    | 2                                    |   |                      |                                        |                                        |                                        |                                        |                                        |  |                 |                 |             |             |  |
|  |                                      |                                      |                                      |                                      |                                      |   |                      |                                        |                                        |                                        |                                        |                                        |  |                 |                 |             |             |  |

### Cuartos de final
Sfaxien vs. Kabylie
| 16 de mayo de 2021 | Sfaxien | 0:1 (0:0) | Kabylie      | Stade Taïeb Mhiri, Sfax      |                              |
| 17:00 (UTC+1)      |         | Reporte   | 61' Bensayah | Árbitro(s): Mahmoud El Banna | Árbitro(s): Mahmoud El Banna |

| 23 de mayo de 2021 | Kabylie      | 1:1 (1:0) (Global 2:1) | Sfaxien   | Estadio 1 de noviembre de 1954 (Tizi Uzu), Tizi Uzu |                            |
| 17:00 (UTC+1)      | Bensayah 39' | Reporte                | 82' Harzi | Árbitro(s): Rédouane Jiyed                          | Árbitro(s): Rédouane Jiyed |

Orlando Pirates vs. Raja Casablanca
| 16 de mayo de 2021 | Orlando Pirates | 1:1 (1:0) | Raja Casablanca | Estadio Orlando, Johannesburgo |                          |
| 15:00 (UTC+2)      | Pule 39'        | Reporte   | 60' Malango     | Árbitro(s): Peter Waweru       | Árbitro(s): Peter Waweru |

| 23 de mayo de 2021 | Raja Casablanca                             | 4:0 (4:0) (Global 5:1) | Orlando Pirates | Estadio Mohammed V, Casablanca |                              |
| 17:00 (UTC+1)      | 6', 36' Malango · 22' El Wardi · 31' Rahimi | Reporte                |                 | Árbitro(s): Mustapha Ghorbal   | Árbitro(s): Mustapha Ghorbal |

Pyramids vs. Enyimba
| 16 de mayo de 2021 | Pyramids                               | 4:1 (1:1) | Enyimba   | Estadio 30 de Junio, El Cairo |                          |
| 18:00 (UTC+2)      | Ramadan 15' · Said 49' · Adel 58', 67' | Reporte   | 1' Mbaoma | Árbitro(s): Victor Gomes      | Árbitro(s): Victor Gomes |

| 23 de mayo de 2021 | Enyimba    | 1:1 (1:1) (Global 2:5) | Pyramids | Estadio International Enyimba, Aba |                         |
| 14:00 (UTC+1)      | Iwuala 40' | Reporte                | 32' Adel | Árbitro(s): Sadok Selmi            | Árbitro(s): Sadok Selmi |

Coton Sport vs. Diaraf
| 16 de mayo de 2021 | Coton Sport | 1:0 (0:0) | Diaraf | Estadio Roumdé Adjia, Garua    |                                |
| 14:00 (UTC+1)      | Araina 89'  | Reporte   |        | Árbitro(s): Eric Otogo-Castane | Árbitro(s): Eric Otogo-Castane |

| 23 de mayo de 2021                                         | Diaraf                  | 2:1 (1:1) (Global 2:2) | Coton Sport | Stade Lat-Dior, Thiès     |                           |
| 16:00 (UTC±0)                                              | Diène 34' · N'Diaye 55' | Reporte                | 21' Sanou   | Árbitro(s): Boubou Traoré | Árbitro(s): Boubou Traoré |
| Coton Sport clasificado por la regla del gol de visitante. |                         |                        |             |                           |                           |

### Semifinales
Pyramids vs. Raja Casablanca
| 20 de junio de 2021 | Pyramids | 0:0     | Raja Casablanca | Estadio 30 de Junio, El Cairo         |                                       |
| 21:00 (UTC+2)       |          | Reporte |                 | Árbitro(s): Pacifique Ndabihawenimana | Árbitro(s): Pacifique Ndabihawenimana |

| 27 de junio de 2021 | Raja Casablanca                                                               | 0:0 (t. s.)(5:4 p.)(Global 0:0) | Pyramids                                                       | Estadio Mohammed V, Casablanca |                          |
| 20:00 (UTC+1)       |                                                                               | Reporte                         |                                                                | Árbitro(s): Joshua Bondo       | Árbitro(s): Joshua Bondo |
|                     |                                                                               | Tiros desde el punto penal      |                                                                |                                |                          |
|                     | Rahmi · Malango · Al-Warfali · El Wardi · Benhalib · Azrida · Ngoma · Madkour |                                 | El-Said · Sobhi · Wadi · Samy · Faruk · Galal · Tawkif · Hamdi |                                |                          |

Coton Sport vs. Kabylie
| 20 de junio de 2021 | Coton Sport | 1:2 (1:1) | Kabylie                   | Estadio Roumdé Adjia, Garua |                       |
| 17:00 (UTC+1)       | Araina 29'  | Reporte   | 45+2' Kerroum · 62' Etama | Árbitro(s): Amin Omar       | Árbitro(s): Amin Omar |

| 27 de junio de 2021 | Kabylie                     | 3:0 (3:0) (Global 5:1) | Coton Sport | Estadio 1 de noviembre de 1954 (Tizi Uzu), Tizi Uzu |                         |
| 20:00 (UTC+1)       | Zaka 6', 45+1' · Souyad 40' | Reporte                |             | Árbitro(s): Sadok Selmi                             | Árbitro(s): Sadok Selmi |

### Final
| 10 de julio de 2021 | Raja Casablanca         | 2:1 (2:0) | Kabylie  | Stade de l'Amitié, Cotonú |                          |
| 20:00 (UTC+1)       | Rahimi 5' · Malango 14' | Reporte   | 46' Zaka | Árbitro(s): Victor Gomes  | Árbitro(s): Victor Gomes |

#### Ficha del partido
| 1          | POR        | Anas Zniti        |       |
| 29         | DEF        | Abdelilah Madkour |       |
| 24         | DEF        | Marouane Hadhoudi |       |
| 15         | DEF        | Ilias Haddad      |       |
| 27         | DEF        | Oussama Soukhal   |       |
| 16         | MED        | Omar Arjoune      |       |
| 17         | MED        | Zakaria El Wardi  |       |
| 10         | MED        | Mahmoud Benhalib  | 58'   |
| 18         | MED        | Abdelilah Hafidi  | 71'   |
| 21         | MED        | Soufiane Rahimi   | 90+1' |
| 28         | DEL        | Ben Malango       | 90+1' |
| Entrenador | Entrenador | Lassaad Chabbi    |       |

| 25         | POR        | Oussama Benbot           |     |
| 5          | DEF        | Badreddine Souyad        |     |
| 2          | DEF        | Ahmed Ait Abdesslem      |     |
| 31         | DEF        | Ahmed Mohamed Kerroum    |     |
| 22         | MED        | Mohamed Walid Bencherifa |     |
| 8          | MED        | Juba Oukaci              | 69' |
| 13         | MED        | Aziz Benabdi             |     |
| 21         | MED        | Malik Raiah              | 46' |
| 7          | MED        | Mohamed Benchaira        |     |
| 17         | DEL        | Rédha Bensayah           | 76' |
| 9          | DEL        | Zaka                     | 76' |
| Entrenador | Entrenador | Denis Lavagne            |     |

| 19 | MED | Mohamed Azrida      | 58'   |
| 6  | MED | Fabrice Ngoma       | 71'   |
| 30 | DEL | Ayoub Nanah         | 90+1' |
| 23 | MED | Mohamed Al Makahasi | 90+1' |

| 11 | MED | Rezki Hamroune   | 46' |
| 38 | MED | Kouceila Boualia | 69' |
| 14 | DEL | Mohamed Tabal    | 76' |
| 34 | DEL | Massinissa Nezla | 76' |

| Anotado | 5'  | Soufiane Rahimi | 1–0 |
| Anotado | 14' | Ben Malango     | 2–0 |

| Anotado | 46' | Zaka | 2–1 |

| Amonestado | 90+4' | Abdelilah Madkour |

| Amonestado | 34' | Rédha Bensayah        |
| Amonestado | 84' | Ahmed Mohamed Kerroum |

| Expulsado | 63' | Omar Arjoune |

| Árbitro             | Victor Gomes    |
| Árbitros asistentes | Zakhele Siwela  |
| Árbitros asistentes | Souru Phatsoane |
| Cuarto árbitro      | Jean Ndala      |

| 1          | POR        | Anas Zniti        |       |
| 29         | DEF        | Abdelilah Madkour |       |
| 24         | DEF        | Marouane Hadhoudi |       |
| 15         | DEF        | Ilias Haddad      |       |
| 27         | DEF        | Oussama Soukhal   |       |
| 16         | MED        | Omar Arjoune      |       |
| 17         | MED        | Zakaria El Wardi  |       |
| 10         | MED        | Mahmoud Benhalib  | 58'   |
| 18         | MED        | Abdelilah Hafidi  | 71'   |
| 21         | MED        | Soufiane Rahimi   | 90+1' |
| 28         | DEL        | Ben Malango       | 90+1' |
| Entrenador | Entrenador | Lassaad Chabbi    |       |

| 25         | POR        | Oussama Benbot           |     |
| 5          | DEF        | Badreddine Souyad        |     |
| 2          | DEF        | Ahmed Ait Abdesslem      |     |
| 31         | DEF        | Ahmed Mohamed Kerroum    |     |
| 22         | MED        | Mohamed Walid Bencherifa |     |
| 8          | MED        | Juba Oukaci              | 69' |
| 13         | MED        | Aziz Benabdi             |     |
| 21         | MED        | Malik Raiah              | 46' |
| 7          | MED        | Mohamed Benchaira        |     |
| 17         | DEL        | Rédha Bensayah           | 76' |
| 9          | DEL        | Zaka                     | 76' |
| Entrenador | Entrenador | Denis Lavagne            |     |

| 19 | MED | Mohamed Azrida      | 58'   |
| 6  | MED | Fabrice Ngoma       | 71'   |
| 30 | DEL | Ayoub Nanah         | 90+1' |
| 23 | MED | Mohamed Al Makahasi | 90+1' |

| 11 | MED | Rezki Hamroune   | 46' |
| 38 | MED | Kouceila Boualia | 69' |
| 14 | DEL | Mohamed Tabal    | 76' |
| 34 | DEL | Massinissa Nezla | 76' |

| Anotado | 5'  | Soufiane Rahimi | 1–0 |
| Anotado | 14' | Ben Malango     | 2–0 |

| Anotado | 46' | Zaka | 2–1 |

| Amonestado | 90+4' | Abdelilah Madkour |

| Amonestado | 34' | Rédha Bensayah        |
| Amonestado | 84' | Ahmed Mohamed Kerroum |

| Expulsado | 63' | Omar Arjoune |

| Árbitro             | Victor Gomes    |
| Árbitros asistentes | Zakhele Siwela  |
| Árbitros asistentes | Souru Phatsoane |
| Cuarto árbitro      | Jean Ndala      |

|                         |
| Bandera de Marruecos    |
| Campeón Raja Casablanca |
| 2.° título              |